# جک شپرد (لاست)
جک شپرد (به انگلیسی: Jack Shephard) شخصیت خیالی مجموعه تلویزیونی گمشدگان محصول کانال ای بی سی آمریکا است. جک و پدرش کریستین شپرد دکتر ستون فقرات هستند. شپرد برادر ناتنی کلیر لیلتلتون است. ایفاگر این شخصیت متیو فاکس بازیگر آمریکایی می‌باشد.
او در واقع محوری‌ترین شخصیت سریال می‌باشد و رهبری بازماندگان سقوط را بر عهده دارد. او در ابتدا با نظر جان لاک در مورد خاص بودن جزیره مخالفت می‌کند اما بعد از مرگ جان متوجه واقعیت می‌شود و تلاش می‌کند تا از اسرار جزیره آگاه شود.

## زندگی

### قبل از سقوط
جک در یک خانواده موفق به دنیا آمد. وی در دانشگاه کلمبیا تحصیل کرد و یک سال زودتر از همکلاسی‌هایش در دانشکده پزشکی فارغ‌التحصیل شد. او دکتر ستون فقرات است. زنی که قطع نخاع شده‌است را خوب می‌کند و با او ازدواج می‌کند. اما در نهایت آن دو از هم جدا می‌شوند.

### بعد از سقوط
جک نقش اساسی در زنده ماندن افراد باقیمانده از سانحه دارد و به آنها بسیار کمک می‌کند. او همواره سعی دارد که جزیره را ترک کند و موفق هم می‌شود. اما زندگی اش تغییر می‌کند و داغون می‌شود و از ترک جزیره پشیمان می‌شود. او پس از بازگشت به جزیره در برابر دود سیاه ایستادگی می‌کند ولی در نبرد با او زخمی می‌شود و در حالیکه شاهد خروج برخی از بازماندگان از جزیره است، می‌میرد.

### زندگی دیگر
او با ژولیت ازدواج و طلاق گرفته و از او پسری با نام دیوید دارد. او همچنان دکتر است و سعی دارد که به پسرش نزدیک و صمیمی تر شود.